# Juko B-Fighter
Juko B-Fighter (重甲ビーファイター, Jūkō Bī Faitā, vertaald: Heavyshell B-Fighter) is een Japanse tokusatsuserie uit 1995. De serie was onderdeel van Toeis Metal Heroes-reeks.
Beeldmateriaal van deze serie werd door Saban Entertainment gebruikt voor de Amerikaanse serie Big Bad Beetleborgs. Deze serie had een heel andere verhaallijn. Zij werd opgevolgd door B-Fighter Kabuto.

## Verhaallijn
Overal ter wereld beginnen insecten vreemd gedrag te vertonen. Takuya Kai van de Earth Academie reist af naar de jungle om dit gedrag te onderzoeken. Daar vindt hij in een grot een oude man genaamd Guru. Volgens hem duidt het gedrag van de insecten op de komst van een groot gevaar: een leger van monsters, genaamd de Jamah,l staan op het punt de Aarde binnen te vallen vanuit een andere dimensie.
Takuya haast zich terug naar de Earth Academie en begint met Professor Mukai met het maken van drie speciale harnassen die kunnen worden gebruikt in de strijd tegen de Jamahl. Ondertussen beginnen de Jamahl met hun invasie. Daisaku en Rei, twee andere studenten van de Earth Academie, worden gevangen.
Guru laat drie insecten fuseren met de harnassen om deze sterker te maken. Takuya gebruikt het eerste harnas, dat van de Blue Beet, om Daisaku en Rei te bevrijden. Zij krijgen de overige twee harnassen. Daarmee zijn zij nu de enige die tussen de Jamahl en de Aarde in staan.

## Personages

### De B-Fighters
- Takuya Kai (Kai Takuya) / Blue Beet (Buru Bitto): een 23 jaar oude insectonderzoeker van de Earth academie. Hij is de teamleider. Zijn harnas is gemodelleerd naar een neushoornkever. In de tweede helft van de serie krijgt hij de mogelijkheid te veranderen naar Super Blue Beet (Supa Buru Bitto).
- Daisaku Katagiri (Katagiri Daisaku) / G-Stag (Ji Sutaggu): een natuurliefhebber. Hij beweert aan planten en bomen te kunnen horen wat hen mankeert. Hij had lange tijd last van watervrees, tot hij deze angst overwon om zijn vader te redden. Hij is fysiek de sterkste van de drie. Zijn harnas is gemodelleerd naar een vliegend hert.
- Rei Hayama (Hayama Rei) / Reddle I (Reddoru) (1-21): een dierentrainer op Earth Academie. Ze is het enige vrouwelijke teamlid. Haar harnas is gemodelleerd naar een scarabee. Ze is het snelste lid van het team. In aflevering 21 verliet ze het team om te gaan werken op de Zuid-Amerikaanse tak van de Earth Academie.
- Mai Takatori (Takatori Mai) / Reddle II (Reddoru) (22-53): Reis opvolger. Met 19 jaar is ze de jongste van het team. Ze heeft een positieve kijk op het leven en probeert overal het goede in te zien.

### Bondgenoten
- Professor Kenzou Mukai: een oude man werkzaam op de Earth Academie. Hij ontwierp de drie harnassen van de B-Fighters. Jaren geleden was hij verliefd op een plantenonderzoeker genaamd Sayuri. Later in de serie gebruikt hij een speciaal vierde harnas om tijdelijk de held "Mukaider K-3" te worden en haar te redden. Hij werkt nu als mentor voor de B-Fighters.
- Insect Elder Guru: het oudste lid van de insectstam uit Zuid-Amerika. Hij lijkt op een grote neushoornkever. Hij gaf de harnassen van de B-Fighters hun kracht.
- Kabuto: Gurus zoon, die zijn vader honderd jaar geleden verliet. Hij keert later in de serie terug na lange tijd door veel dimensies te hebben gezworven. Hij is kinderlijk en naïef. Geregeld probeert hij de held te spelen, om dan enkel zelf te moeten worden gered.
- Tokusou Robo Janperson en Gun Gibson: de robotische detectivehelden uit de Metal Heroes serie Tokusou Robo Janperson uit 1993. Zij hadden een gastoptreden in de laatste twee afleveringen.
- Shou, Sig and Sarah (Blue SWAT, Grey SWAT, Purple SWAT): een trio van speciale gepantserde alienjagers, en de helden uit de serie Blue SWAT uit 1994. Hadden een gastoptreden in de laatste twee afleveringen.
- Saint Papilia: de legendarische “vlinder van het leven” die iemand onsterfelijkheid kan geven.
- B-Fighter Kabuto: de volgende generatie van B-Fighters, die 10 jaar na de eerste serie opduiken.

### Jamahl
Een leger uit een andere dimensie. Hun basis is een klauwachtig slagschip.
- Emperor Gaohm (1-50): de mysterieuze leider van de Jamahl. Hij kan mensen naar de "Gaohm Zone" teleporteren. Hij werd in aflevering 50 blijkbaar gedood door de B-Fighters, maar keerde terug als Final Gaohm, een enorme zwevende torso. Later bleken zowel deze Final Gaohm als de eerste Gaohm slechts stand-ins te zijn van de echte Gaohm. De echte Gaohm was een embryoachtig wezen in een tank. Zijn ware plan is om onsterfelijkheid te krijgen van Saint Papilia. Hij werd in de finale van de serie geabsorbeerd door Jagul.
- Jera (1-50): een vrouwelijke krijger. Zij commandeert het Mercenary leger. Toen ze ontdekte dat Gigaro was gedood door Gaohm, keerde ze zich tegen hem. Uiteindelijk werd ze door Gaohm zwaargewond naar de Aarde gestuurd. Vlak voor ze stierf, onthulde ze aan de B-Fighters hoe ze Gaohms schip konden binnendringen.
- Schwartz (1-48): de leider van het Combat-mecha leger. Hij was eigenlijk een computervirus die een mechanisch lichaam had gekregen. Nadat Jamahl was omgekomen en Gigaro was vertrokken, bevocht Schwartz eigenhandig de B-Fighters. Zijn lichaam werd vernietigd, maar zijn hoofd bleef intact. Zijn hoofd werd later in een baan rond de aarde gelanceerd.
- General Gigaro (1-47): een wezen gemaakt van verschillende onderdelen van dieren. Hij was ook een skeletachtig wezen die van Gaohm een krachtig nieuw lichaam kreeg. Later in de serie veranderde hij in Final Gigaro, een rode en witte versie van zijn oude vorm. Hij werd uiteindelijk gedood door Gaohm zelf omdat die Gigaro’s levensenergie voor een ander doel nodig had.
- Insect Sorceress Jagul (19-20, 52-53): een mysterieuze vrouw die door Gaohm werd ingehuurd om kwaadaardige B-Fighters te maken. Zij maakte uit Takuya’s DNA Shadow/Black Beet. In de finale absorbeerde ze de ware vorm van Gaohm, en vocht eigenhandig tegen de B-Fighters. Ze werd dodelijk verwond door de aanvallen van Super Blue Beet,Hyper Shou, en Janperson's Flash Cannon.
- Shadow / Black Beet (19-51): een kwaadaardige kloon van Takuya/Blue Beet, gemaakt door Jagul. Hij was een sterke tegenstander voor de B-Fighters. Omdat hij een kloon was kon hij niet alleen in leven blijven, en zocht Saint Papilia op om onsterfelijk te worden. Hij werd gedood door Super Blue Beet.
- Jamar: de gezichtsloze soldaten die Goahm dienden.
- Monsters: Jamahls monsters komen uit verschillende legers, elk geleid door een van zijn generaals.
  - Mercenary Army: een leger van huursoldaten uit verschillende dimensies. Geleid door Jera.
  - Synthoid-Beast Army: mensachtige beesten, geleid door Gigaro.
  - Combat-Mecha Army: robots geleid door Schwartz.

## Afleveringen
1. Insect Warriors!!
2. The Dancing Human Hunt!!
3. They Appeared - The Insect Mecha!!
4. Super Machine Great Riot
5. Heavyshell-Jack!!
6. Listen to the Forest's Cry
7. The Mysterious Violent Photographer!!
8. Please!! Evil Jewel
9. The Tabby-cat Recovery Operation
10. A Violent Fight!! The Dragon Swordsman
11. The Great Reckless Run of the Angry Robo
12. Stealing Motivation!!
13. Heavyshell Base Endangered!
14. The Deadly Maze of Hell
15. The Idol who Flew
16. The Flaming Super-dimensional Girl
17. Death Fight!! The Combined Monster
18. The Great Leader Dies!!
19. Birth of the New Warrior of Darkness
20. Crash!! The Black Terror
21. Atrocious Insect Tag
22. First Experience as a Heroine
23. A Bouquet for a Monster...
24. Enter the Giant Beetle
25. The Beautiful Runaway!!
26. Crabs and Swimsuits and Dad
27. Revive the Bad-Haircutting Soul
28. The Pure-hearted Ghost of Summer
29. Great Crash of the Rivals
30. The 13 Monsters Great Combat Meet
31. A Dangerous Young Lady
32. Loving Pickles!!
33. The Delinquent Girl of Justice
34. A Scaaary Pet
35. Thank you, Kabuto-kun
36. Behold - the Heavyshell Super Evolution
37. Don't Swindle us, Bodyguard
38. Professor!! The Heavyshell of Love
39. The B-Fighter Boy's adventure
40. A New Chapter - the Butterfly of Life
41. My Older Brother is Buff
42. The Spiteful Bear's B-Fighter Hunt
43. I Saw It!! Black's Unadorned Face
44. The Butterfly of Life Appears!!
45. A Christmas Eve Memory
46. Despair!! Heavyshell Impossible
47. Revival to Victory!!
48. The Immortal Combination Rushing Head
49. The Spider Woman's Unfeeling Flame
50. Rush!! Final Battle in the Fortress
51. The Period of Light and Shadow
52. Assemble!! The 3 Great Heroes
53. Flap Your Wings!! Heroes

- Film: Heavyshell B-Fighter

## Cast
- Minoru Inaba - Verteller
- Daisuke Tsuchiya - Takuya Kai/Blue Beet
- Shigeru Kanai - Daisaku Katagiri/G-Stag
- Reina Hazuki - Rei Hayama/Reddle I
- Chigusa Tomoe - Mai Takatori/Reddle II
- Takeshi Watabe - Emperor Gaohm
- Toshimichi Takahashi - General Gigaro
- Keisuke Tsuchiya - Shadow/Black Beet
- Shunsuke Sakuya - Black Beet (stem)
- Jiro Okamoto - Black Beet (kostuum)